# Exoneurella tridentata
Exoneurella tridentata är en biart som först beskrevs av Houston 1976.  Exoneurella tridentata ingår i släktet Exoneurella och familjen långtungebin. Inga underarter finns listade i Catalogue of Life.

## Bildgalleri

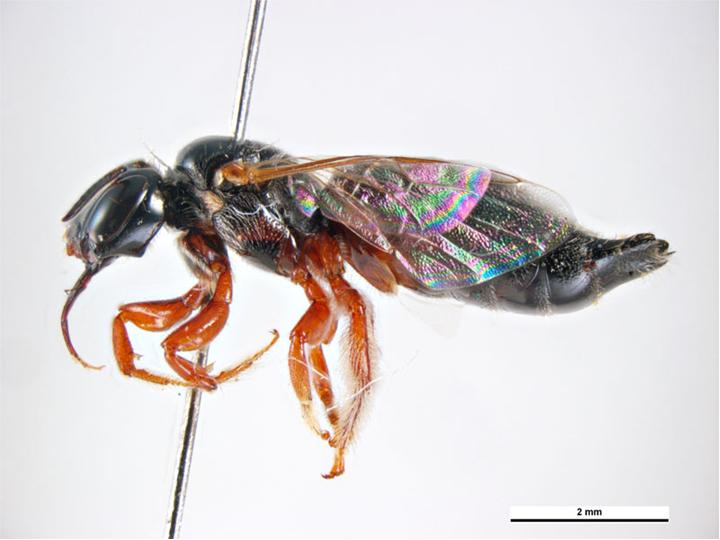
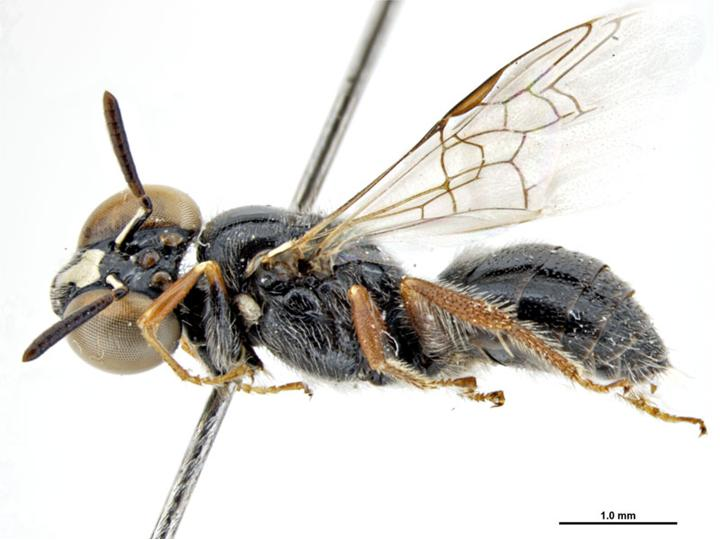